# Tulsa Roughnecks (W-League)
Die Tulsa Roughnecks waren ein kurzlebiges US-amerikanisches Frauenfußball-Franchise mit Sitz in der Stadt Tulsa im Bundesstaat Oklahoma.

## Geschichte
Das Franchise ging in der Startsaison 1995 innerhalb der Central Division in den Spielbetrieb der USL W-League. Die Mannschaft teilte jedoch das Schicksal mehrerer anderer Teams in dieser Saison und nahm lediglich in dieser einen Spielzeit teil. Das Team löste sich aber so früh in der Saison auf, dass es gleichzeitig mit den Wichita Lady Blues entweder keine einzige Partie spielte oder die Ergebnisse aus diesen Partien rückwirkend annulliert wurden.